# Jonathan Levine
Pour les articles homonymes, voir Levine.
Jonathan Levine (né le 18 juin 1976 à New York) est un réalisateur et scénariste américain. 
Après avoir été assistant sur un film de Paul Schrader (Auto Focus) et réalisé deux courts-métrages, Shards et Love Bytes, il se fait remarquer avec son premier long métrage, le film d'horreur All the Boys Love Mandy Lane, avec Amber Heard dans le rôle-titre. Tourné pour un budget de 750 000 dollars, le film se fait remarquer lors de sa première au Festival de Toronto et bien que sorti en salles au Royaume-Uni et en DVD en France, il n'est pas distribué aux États-Unis.
Mais c'est avec Wackness, qu'il obtient véritablement son premier succès critique, ainsi que dans les festivals de cinéma, notamment Sundance pour lequel il obtient l'Audience Award - Dramatic et une nomination au Grand Prix du Jury pour un film dramatique.

## Filmographie

### Télévision
- 2014 : Rush (réalisateur du pilote)

### Cinéma

#### Réalisateur
- 2004 : Shards (court métrage)
- 2006 : All the Boys Love Mandy Lane
- 2008 : Wackness (The Wackness)
- 2011 : 50/50
- 2013 : Warm Bodies
- 2015 : The Night Before
- 2017 : Larguées (Snatched)
- 2019 : Séduis-moi si tu peux ! (Long Shot)

#### Scénariste
- 2004 : Shards
- 2008 : Wackness (The Wackness)
- 2013 : Warm Bodies
- 2015 : The Night Before

#### Producteur
- 2016 : Hors contrôle